# Ntabankulu
Ntabankulu es un municipio de la provincia de Cabo Oriental en Sudáfrica, con una población estimada en marzo de 2016 de 129 154 habitantes.
Se encuentra al este de la provincia, cerca de la costa del océano Índico y de la frontera con la provincia de KwaZulu-Natal. 